# موبيليا
موبيليا شركة مغربية تأسست على يد محمد سليمان الإدريسي سنة 1998.، وهي متخصصة في بيع الأثاث والديكور، وتملك الشركة الآن حوالي 24 محل موزع على 12 مدينة مغرببة.
في سنة 2003 افتتحت موبيليا 14 نقطة بيع في 9 مدن مغربية وقد ارتفعت نسبة الأرباح جراء هذه العملية ب٪35.
سنة 2003 حققت موبيليا أرباحا بقيمة 240 مليون درهم، كما افتتحت 3 محلات بالجزائر.